# مايك رايت
مايك رايت (17 يناير 1950 في نيوزيلندا - ) (بالإنجليزية: Mike Wright)‏ هو لاعب كريكت نيوزلندي. لعب مع Northern Districts men's cricket team ‏.

## وصلات خارجية
- مايك رايت على موقع إي آس بي آن كريك إنفو (الإنجليزية)